# Celule stem pluripotente induse

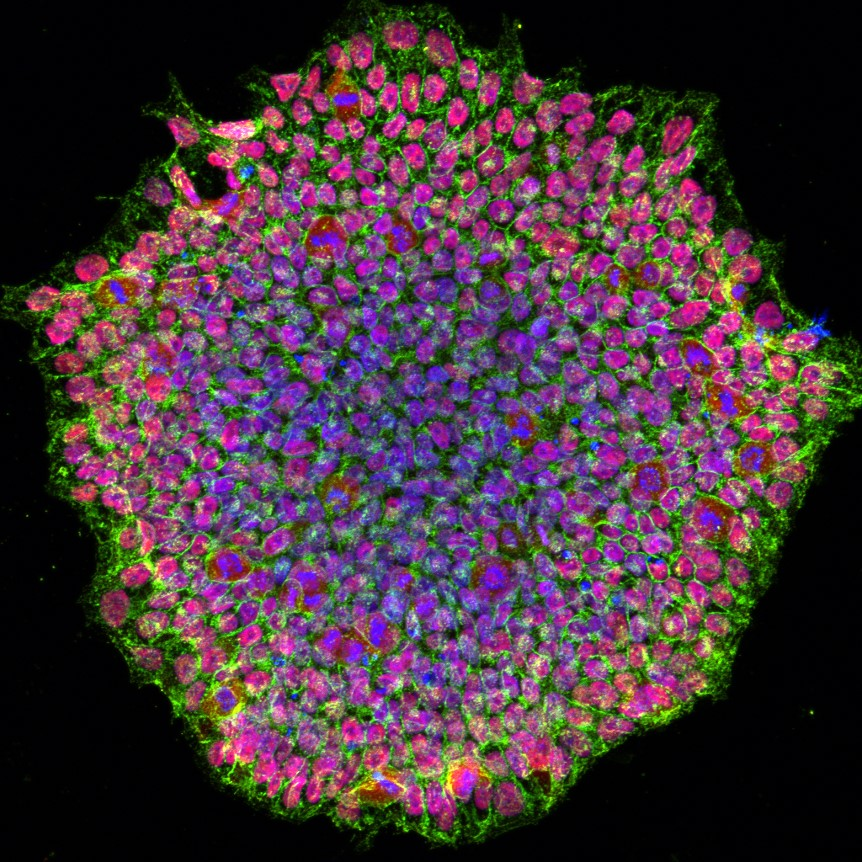
Imagine microscopică confocală a unei colonii de celule stem pluripotente induse umane, derivate de la un pacient cu albinism oculocutanat. Roșul indică factorul de transcripție Oct-4, verdele indică proteina SSEA4, iar albastrul indică nucleii celulelor.

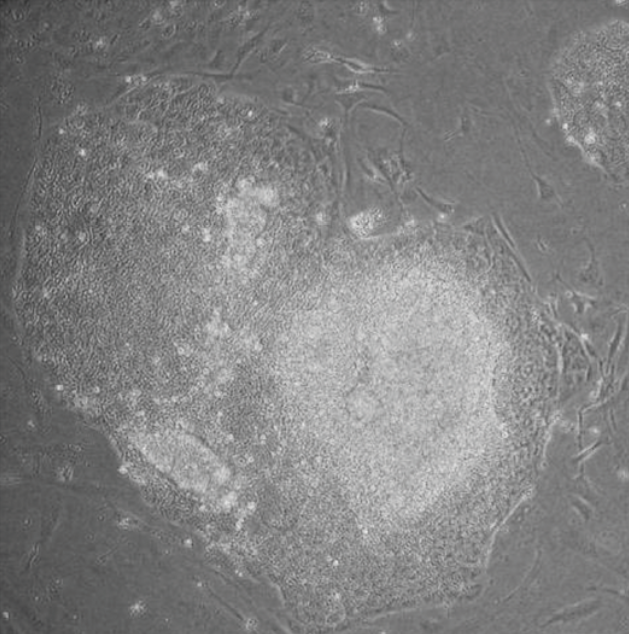
Colonii de celule iPS umane. Celulele fusiforme din fundal sunt celule fibroblaste de șoarece. Doar celulele care alcătuiesc colonia centrală sunt celule iPS umane.

Celulele stem pluripotente induse (cunoscute și sub denumirea de celule iPS sau iPSC) sunt un tip de celule stem pluripotente care pot fi generate direct dintr-o celulă somatică. Tehnologia iPSC a fost inițiată de Shinya Yamanaka și Kazutoshi Takahashi la Kyoto, Japonia, care au demonstrat împreună în 2006 că introducerea a patru gene specifice (numite Myc, Oct3/4, Sox2 și Klf4), cunoscute colectiv sub numele de factori Yamanaka, care codifică factorii de transcripție, ar putea converti celulele somatice în celule stem pluripotente. Shinya Yamanaka a primit Premiul Nobel în 2012, împreună cu Sir John Gurdon, „pentru descoperirea faptului că celulele mature pot fi reprogramate pentru a deveni pluripotente”.
Celulele stem pluripotente sunt promițătoare în domeniul medicinei regenerative. Deoarece se pot propaga la nesfârșit și pot da naștere oricărui alt tip de celulă din organism (cum ar fi neuronii, celulele inimii, pancreatice și hepatice), ele reprezintă o singură sursă de celule care ar putea fi utilizate pentru a le înlocui pe cele pierdute din cauza deteriorării sau bolilor.
Cel mai cunoscut tip de celulă stem pluripotentă este celula stem embrionară. Cu toate acestea, deoarece generarea de celule stem embrionare implică distrugerea (sau cel puțin manipularea) embrionului aflat în stadiul de preimplantare, au existat multe controverse în jurul utilizării lor. Liniile de celule stem embrionare compatibile cu pacienții pot fi acum derivate folosind transferul nuclear de celule somatice (SCNT).
Întrucât celulele stem iPSC pot fi derivate direct din țesuturi adulte, acestea nu numai că elimină nevoia de embrioni, dar pot fi produse într-un mod compatibil cu pacientul, ceea ce înseamnă că fiecare individ ar putea avea propria linie de celule stem pluripotente. Aceste rezerve nelimitate de celule autologe ar putea fi utilizate pentru a genera transplanturi fără riscul de respingere imună. Deși tehnologia iPSC nu a avansat încă într-un stadiu în care transplanturile terapeutice să fie considerate sigure, iPSC-urile sunt utilizate cu ușurință în eforturile personalizate de descoperire a medicamentelor și în înțelegerea bazei specifice a bolii, la nivel de pacient.
Yamanaka a numit iPSC-urile cu „i” minuscul datorită popularității iPod-ului și a altor produse.
În seminarul său Nobel, Yamanaka a citat lucrarea seminală anterioară a lui Harold Weintraub despre rolul proteinei 1 de determinare a mioblastelor (MyoD) în reprogramarea destinului celular către o linie musculară ca un precursor important pentru descoperirea iPSC-urilor.